# سيدني (كولومبيا البريطانية)
سيدني (بالإنجليزية: Sidney)‏ هي مدينة كندية تقع في مقاطعة كولومبيا البريطانية. تبلغ مساحة هذه المدينة 5.0427 (كم²)، ويبلغ عدد سكانها 11315 نسمة حسب إحصاء سنة 2006 م، بينما كان يسكنها 10929 نسمة في سنة 2001 م. تحتل هذه المدينة المرتبة رقم 329 بين مدن كندا حسب عدد السكان والمرتبة رقم 47 في المقاطعة. نما عدد السكان في هذه المدينة بنسبة (3.5) بين العامين المذكورين.

## وصلات خارجية
- الأطلس الحكومي لكندا
- إحصاءات كندا مع ساعة تعداد السكان